# Pijiño del Carmen
Pijiño del Carmen är en kommun i Colombia.   Den ligger i departementet Magdalena, i den norra delen av landet, 500 km norr om huvudstaden Bogotá. Antalet invånare är 14 115.